# سلمى مختار
سلمى مختار أمانة الله (ولدت  يوم 5 يوليو سنة 1971م في مدينة الرباط) هي قاصة وروائية مغربية.
ولدت من أب موريتاني وأم مصرية . تابعت دراستها الابتدائية والثانوية بمدينة أكادير، قبل أن تنتقل إلى الرباط لتلتحق بكلية الحقوق التي تخرجت منها سنة 1994 بشهادة الإجازة في شعبة القانون الخاص.
حاصلة على جائزة القراء الشباب للكتاب المغربي سنة 2023 عن كتابها عمر الغريب.

## أسلوبها
يتميز أسلوبها بحضور قوي لللغة باعتبارها جزء لا يتجزأ من الكتابة الإبداعية. كما أن السرد في رواياتها ينساب بتلقائية حتى النهاية بشكل سلس، من دون تجنيس أو تصنيف.تقول سلمى عن ذلك 
«عمر كتبني ولم أكتبه، فهو السارد الحقيقي وهو من يستحضر تداعياته وخيباته وتناقضاته دون أن أضعه في قالب معين».

## كتبها
- تي جي في (مجموعة قصصية) صدرت سنة 2016 عن دار النشر مرسم بدعم من وزارة الشباب والثقافة والتواصل المغربية وهي من الحجم المتوسط، تحوي ثمان محطات سردية في ثمان قصص مع ملحق وصفات سردية، تتكون المجموعة من 86 صفحة، لوحة الغلاف من إبداع الفنان محمد نبيلي، استهلت الكاتبة نصوصها بمقاطع شعرية، كما ضمنت إهداء قدمته لوالدها : إلى من زرع المعنى في دمي الحرف: ابي.
- ولي النعمة (رواية) صدرت الرواية سنة 2018 عن الدار المغربية العربية للنشر والتوزيع
- عمر الغريب عن المركز الثقافي للكتاب 2022